# Olimpiada szachowa 1963
Olimpiada szachowa 1963 rozegrana została w Splicie w dniach 21 września–10 października 1963 r.

## 2. olimpiada szachowa kobiet
Wyniki końcowe (system kołowy, 14 rund).
| Miejsce | Kraj              | Punkty |
| ------- | ----------------- | ------ |
| 1       | ZSRR              | 25     |
| 2       | Jugosławia        | 24½    |
| 3       | NRD               | 21     |
| 4       | Rumunia           | 18½    |
| 5       | Bułgaria          | 17½    |
| 6       | Węgry             | 17     |
| 7       | Holandia          | 15½    |
| 8       | Polska            | 15     |
| 9       | Stany Zjednoczone | 12½    |
| 10      | Mongolia          | 10½    |
| 11      | RFN               | 10½    |
| 12      | Austria           | 8      |
| 13      | Belgia            | 5      |
| 14      | Monako            | 5      |
| 15      | Szkocja           | 4½     |

| Miejsce | Medalistki + skład reprezentacji Polski                          |
| ------- | ---------------------------------------------------------------- |
| 1       | Nona Gaprindaszwili, Tatiana Zatułowska, Kira Zworykina          |
| 2       | Milunka Lazarević, Verica Nedeljković, Katarina Jovanović        |
| 3       | Edith Keller-Herrmann, Waltraud Nowarra, Eveline Kraatz          |
|         | Henryka Konarkowska, Krystyna Radzikowska, Mirosława Litmanowicz |